# John W. Smith
John W. Smith (Detroit, 12 aprile 1882 – Detroit, 17 giugno 1942) è stato un politico statunitense, sindaco di Detroit negli anni '20 e '30 del '900.

## Biografia
John W. Smith nacque a Detroit il 12 aprile 1882, figlio di John W. e Gertrude Wax Smith. Suo padre morì quando John aveva cinque anni, lasciando la famiglia in povertà. Iniziò a lavorare vendendo giornali all'età di sei anni. Abbandonò la scuola in quinta elementare, per lavorare. Continuò comunque la propria educazione da autodidatta, in biblioteca. Iniziò a praticare boxe da giovane, poi si arruolò nell'esercito a quindici anni. Combatté nella Guerra ispano-americana, nelle Filippine.
Quando tornò a Detroit, si iscrisse all'Università, nel 1901, continuando a lavorare come meccanico.
Smith sposò Marie General, con cui ebbe due figli: Dorothy e John W., Jr. Smith morì nel 1942.